# Papyrus 111

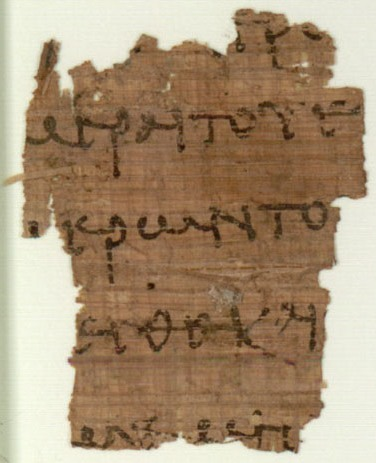
Papyrus 111 verso

Papyrus 111 (volgens de nummering van Gregory-Aland) of {\displaystyle {\mathfrak {P}}^{111}}, of P. Oxy. 4495, is een fragment van een oud Grieks afschrift van het Nieuwe Testament op papyrus. Het bevat fragmenten van het Evangelie volgens Lucas 17, de verzen 11-13 en 22-23. Op grond van schrifttype wordt een ontstaan vroeg in de 3e eeuw aangenomen (Institute for New Testament Textual Research, INTF).

## Tekst
Het handschrift is getuige van de Alexandrijnse tekst.

## Verblijf
Het handschrift wordt bewaard in de Papyrologiekamers van de Art, Archaeology and Ancient World Library te Oxford University plank nummer P. Oxy. 4495.

### Officiële registratie
- "Continuation of the Manuscript List" Institute for New Testament Textual Research, University of Münster. Retrieved April 9, 2008